# Wincenty Oczykowski

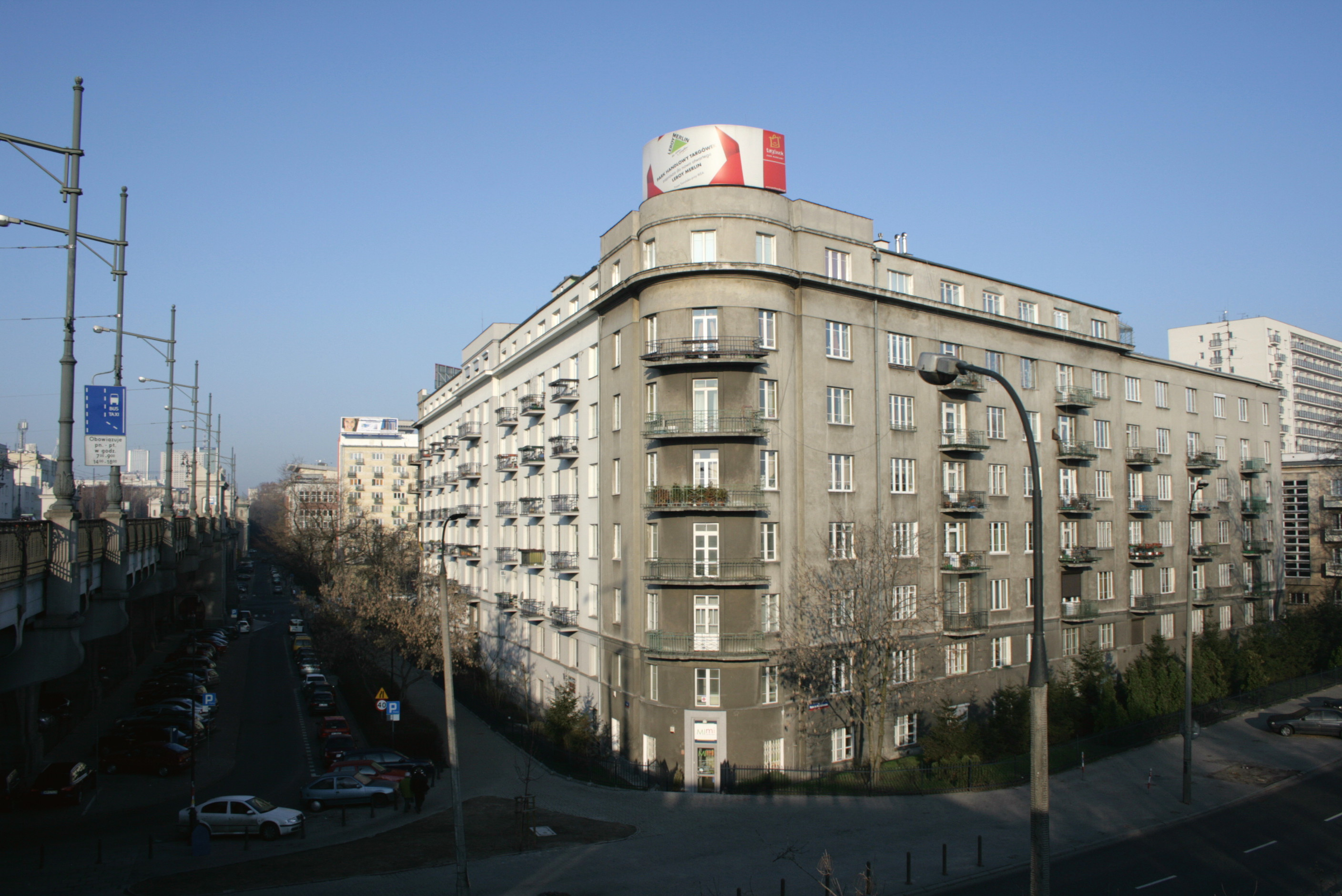
Budynek projektu Wincentego Oczykowskiego przy alei 3 Maja 2 w Warszawie

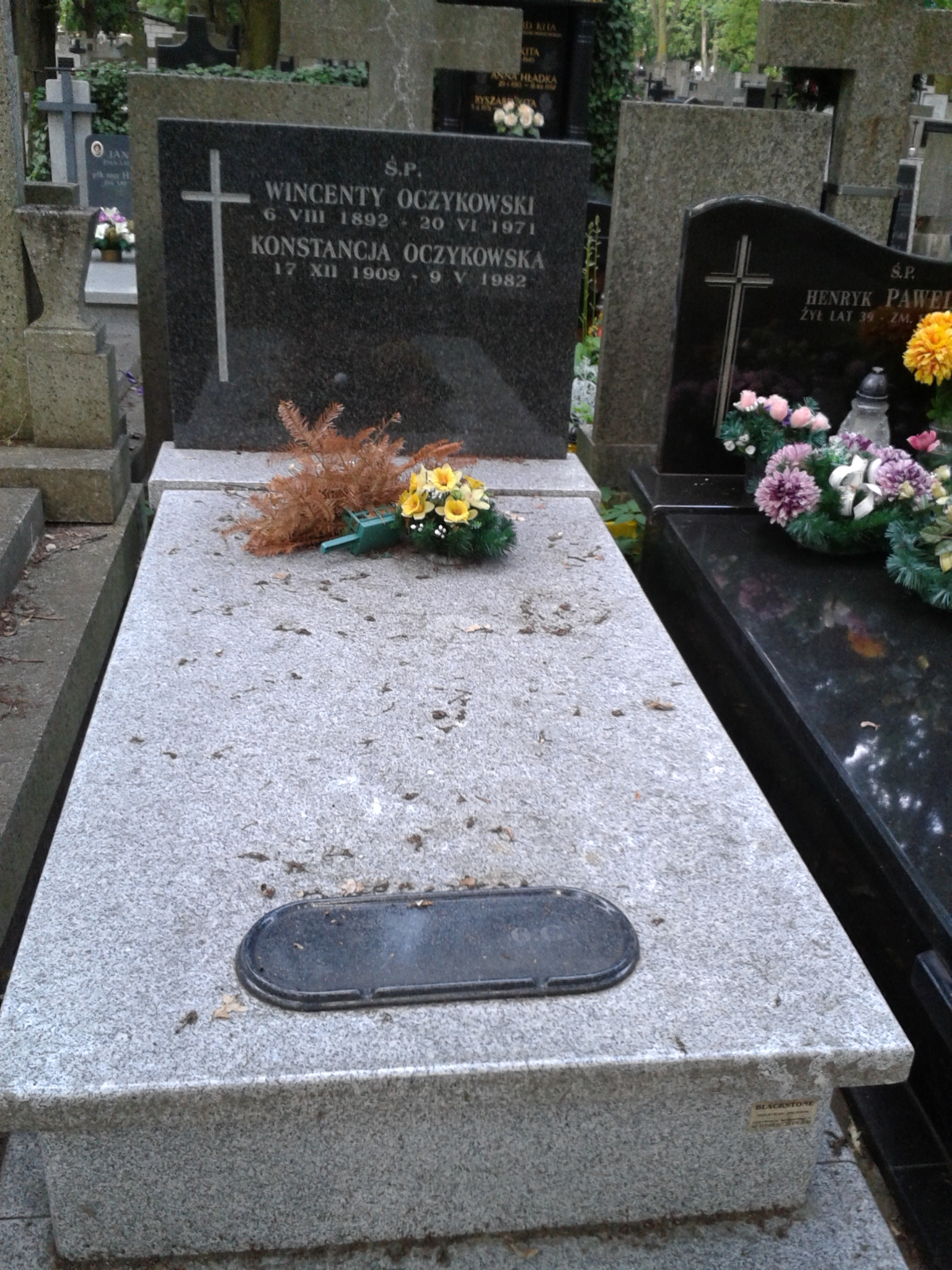
Grób Wincentego Oczykowskiego na cmentarzu Bródnowskim w Warszawie

Wincenty Oczykowski (ur. 6 sierpnia 1892, zm. 20 czerwca 1971 w Warszawie) – polski architekt.

## Życiorys
W 1924 ukończył studia na Wydziale Architektury Politechniki Warszawskiej, swoją twórczością był związany z Warszawą. Zaprojektował między innymi kamienicę miejską u zbiegu Al. 3 Maja i Wybrzeża Kościuszkowskiego, w której sam zamieszkiwał oraz funkcjonalistyczną willę na Saskiej Kępie przy ul. Berezyńskiej.
Został pochowany na cmentarzu Bródnowskim (kw. 6G-IV-30).